# Muache
Muache est un hameau du village de Haltinne, dans la province de Namur, en Belgique. Administrativement il fait partie de la commune belge de Gesves située en Région wallonne.
Ce hameau condrusien se situe entre les localités de Strud, Bellaire et Haltinne. Il étire sa vingtaine d'habitations entre deux zones boisées.

## Histoire
Muache (Mouage sur la carte de Ferraris) faisait partie de la commune de Haltinne avant la fusion des communes et ce depuis le XIXe siècle. Sous l'ancien régime, le hameau dépendait de la cour de Strud au temporel et de la paroisse de Maizeroulle au spirituel.

## Patrimoine
- Le château de Bellaire se trouve à la sortie du hameau, en direction de Bellaire.

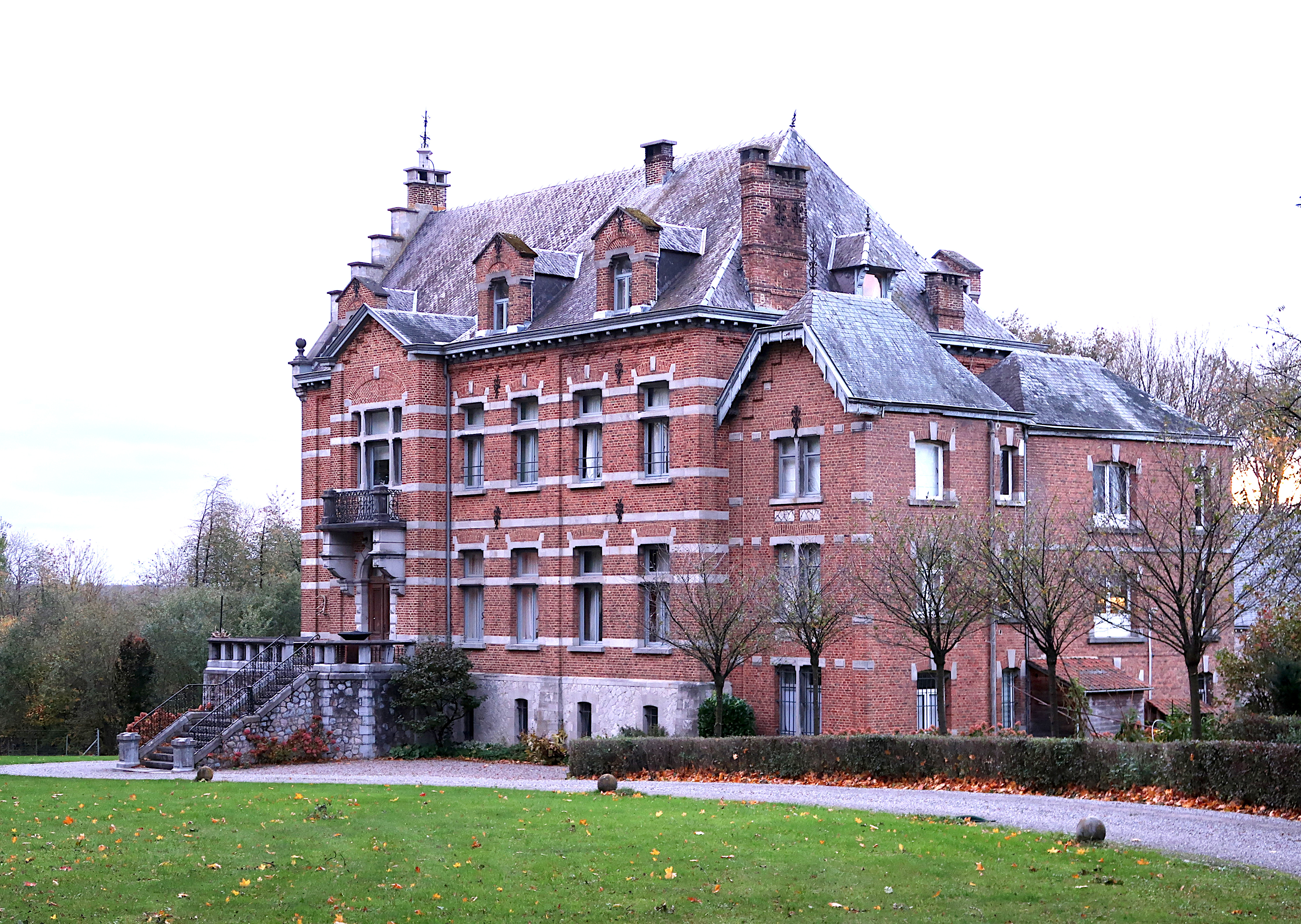
Château de Bellaire

## Source et lien externe
- http://www.gesves.be